# Curt Bentzin
Curt Bentzin (* 8. Februar 1862; † 23. Mai 1932) war ein deutscher Unternehmer und Kamerahersteller in Görlitz. Seine Firma war bekannt für innovative und hochwertige Kameras (z. B. Primar, Primarflex, Primarette, Reisekamera).

## Leben und Wirken
Am 1. Februar 1889 gründete er seine erste eigene kleine Werkstatt für fotografische Geräte. Der Betrieb lag am Demianiplatz 23/24 in Görlitz. Die Kapazität der kleinen Werkstatt in der Altstadt von Görlitz war schnell erschöpft, und Bentzin entschloss sich, ein Grundstück zu erwerben, um dort ein Haus mit einer integrierten Werkstätte zu bauen. Der Umzug in die neuen Räume an der Rauschwalder Straße 28 fand 1893 statt.
Der Leiter des Photo-Rechenbüros der Firma Carl Zeiss in Jena Paul Rudolph hatte der Geschäftsführung des Zeisswerks den Aufbau einer Kamerabaufirma vorgeschlagen, um den Absatz des gerade von ihm erfundenen, von Zeiss hergestellten Objektivs Unar anzukurbeln. Dazu verhandelte er seit 1899 mit Curt Bentzin, um eine Kooperation zu vereinbaren und von der Kompetenz Bentzins im Bau von Schlitzverschlüssen zu profitieren. Im Dezember 1900 wurde die Aktiengesellschaft Camerawerk Palmos in Jena gegründet und im Gleichzug die Firma Curt Bentzin im Handelsregister gelöscht. Sie wurde in der Folgezeit als bloßen Filiale der Jenaer Zentrale weitergeführt. Curt Bentzin hatte das Warenzeichen "Palmos" am 25. Januar 1900 angemeldet. Nachdem aber diese Palmos AG insbesondere aufgrund der von Rudolph und einem Kollegen selbst konstruierten Rollfilmkamera „Film-Palmos 6 x 9“ nach kurzer Zeit gescheitert war, wurde diese liquidiert, womit die Zusammenarbeit mit Curt Bentzin auslief und jener seine Firma zum 23. Juni 1902 wiederherstellte. 

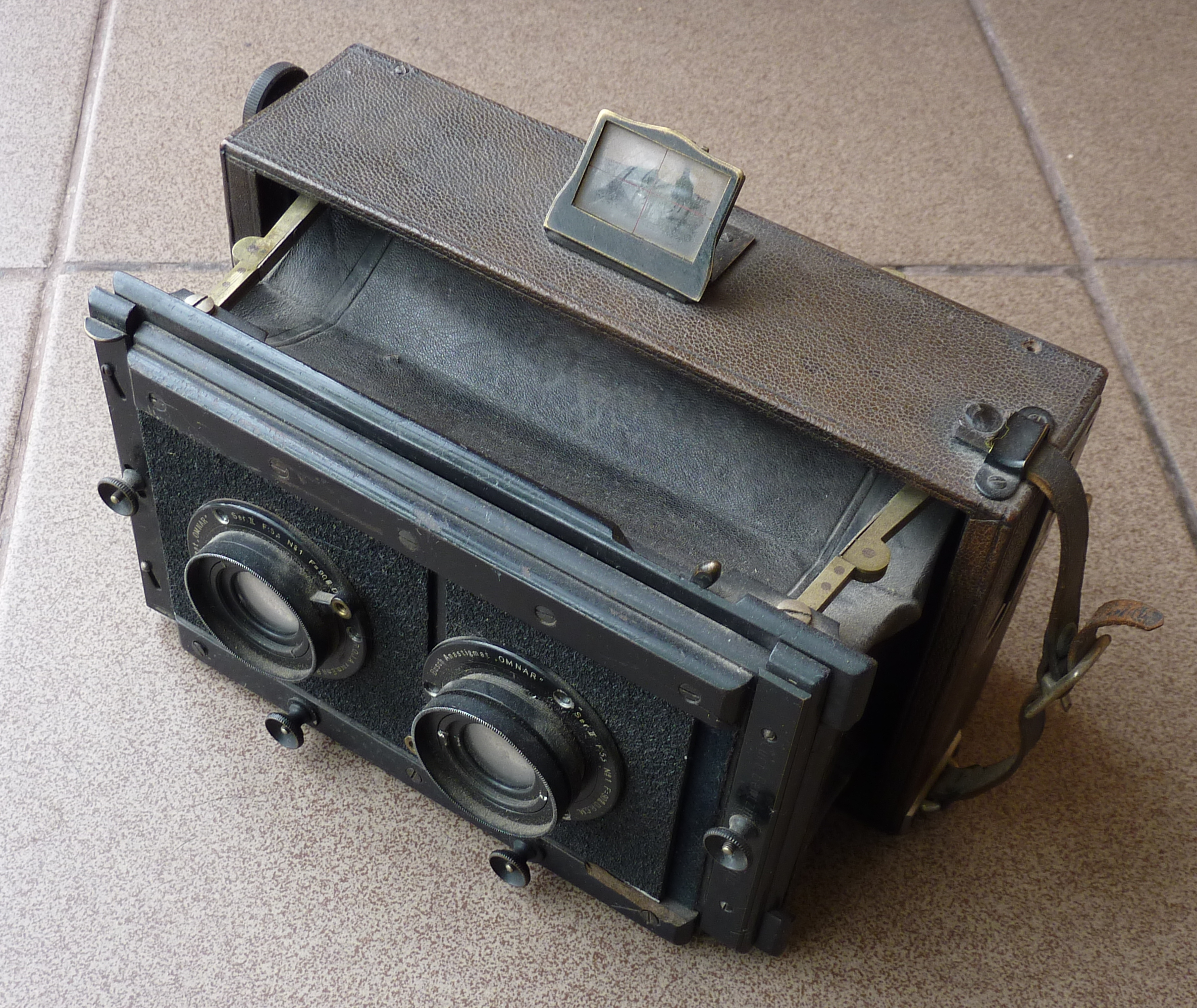
Stereokamera von Curt Bentzin

In den folgenden Jahren spezialisierte sich das Unternehmen auf Reflexkameras, Plattenkameras sowie Studio- und Reproduktionskameras. Das Unternehmen beschränkte sich dabei auf eine kleine Anzahl von verschiedenen Modellen, man konnte sich so auf die Perfektionierung der Modelle konzentrieren. Das Unternehmen baute auch Kameras im Auftrag namhafter Kamerafirmen: z. B. Voigtländer, Emil Busch etc.
Nach dem Ersten Weltkrieg folgte die ebenfalls wirtschaftlich schwierige Inflationszeit, Bentzin zog sich mehr und mehr aus dem Geschäftsleben zurück. Zu dieser Zeit arbeitet sein Sohn Ludwig Bentzin bereits als Volontär im Unternehmen, um das Wesentliche für seine kommende Rolle im Unternehmen zu erlernen. 1928 übergab Curt Bentzin das Unternehmen an seinen Sohn Ludwig, seine Tochter Helene und deren Ehemann Kurt Grun.
Am 23. Mai 1932 verstarb Curt Bentzin im Alter von 70 Jahren.
Ab 1939 führte sein Sohn Ludwig Bentzin zusammen mit seiner Schwester Helene das Unternehmen, Kurt Grun schied aus. Während des Zweiten Weltkrieges stellte die Werkstätte immer mehr auf Rüstungsfertigung um, wodurch der Kamerabau sukzessive zurückging und im Jahre 1944 gänzlich zum Erliegen kam. 1945 wurde das Unternehmen enteignet und unter treuhänderische Verwaltung des Landes Sachsen gestellt. Eine Kamerafertigung kam jedoch zunächst nicht wieder in Gang, da es an den nötigen Aluminium-Spritzgussteilen fehlte. Im Jahre 1948 wurde das Werk zum VEB Primar-Kamerawerk Görlitz umgewandelt und begann wieder mit zunächst rein handwerklich geführtem Kamerabau. Ab August 1950 wurde das verbesserte Modell Primarflex II gefertigt. 1951 wurde der Betrieb mit dem VEB Feinoptisches Werk (ehemals Meyer Görlitz) verschmolzen. Eine bereits vorgesehene Verlegung der Fertigung aus den beengten Verhältnissen des Hinterhofs in der Rauschwalder Straße 28 wurde nicht mehr verwirklicht und die Produktion von Kameras 1953 eingestellt.